# Myrosław Marynowycz
Myrosław Marynowycz, ukr. Мирослав Франкович Маринович (ur. 4 stycznia 1949 we wsi Komarowice rejonu starosamborskiiego obwodu lwowskiego) – ukraiński dziennikarz, tłumacz, pedagog, prorektor Ukraińskiego Uniwersytetu Katolickiego we Lwowie, działacz społeczny, współzałożyciel Ukraińskiej Grupy Helsińskiej i ukraińskiej Amnesty International, prezes ukraińskiego ośrodka Międzynarodowego PEN-Klubu.

## Życiorys
Pochodzi z pobożnej rodziny, jego dziadek był kapłanem Ukraińskiego Kościoła Greckokatolickiego. Uczęszczał do szkoły średniej w Drohobyczu; w latach 1959–1964 uczył się gry na bajanie w szkole muzycznej.
Studiował na Wydziale Elektrycznym Politechniki Lwowskiej (1967–1972). W tym czasie wypowiadał się krytycznie o ustroju Związku Radzieckiego, za co został usunięty ze studiów.
Pracował w Drohobyczu w zakładach wiertniczych, w których był sekretarzem komitetu zakładowego Komsomołu (1966–1967) i w zakładach „Pozytron” w Iwano-Frankiwsku jako tłumacz z języka angielskiego (1972–1973). W latach 1973–1974 odbył służbę wojskową, po czym (1975–1976) pracował w Kijowie jako redaktor techniczny czasopisma Початкова школа (Szkoła początkowa, wydawnictwo Техніка). W roku 1976 spotkał działacza na rzecz praw człowieka, Mykołę Matusewycza, i wraz z nim założył Ukraińską Grupę Helsińską. Został aresztowany 23 kwietnia 1977 i skazany na 7 lat robót przymusowych w Rosji i 5 lat zesłania w Kazachstanie.
Po powrocie z zesłania pracował jako operator w rafinerii w Drohobyczu (1987–1990), a następnie (1990–1993) został pracownikiem naukowym Instytutu Studiów Wschodnioeuropejskich w Kijowie. Był współzałożycielem ukraińskiej Amnesty International (1991).
W latach 1991–1996 wykładał historię chrześcijaństwa na Ukrainie w Drohobyckim Instytucie Pedagogicznym i w Drohobyckim Instytucie Zarządzania. W roku 1996 wyjechał do Columbia University w Nowym Jorku. Był stypendystą kursu „Religia, wolność religijna i prawa człowieka” (1996–1997). Był również stypendystą Instytutu Studiów Wschodnich w holenderskim Uniwersytecie Katolickim w Nijmegen (1999). W roku 1997 założył Instytut Religii i Społeczeństwa w Akademii Teologicznej we Lwowie, późniejszym Ukraińskim Uniwersytecie Katolickim, który prowadził do 2007 r. Od roku 2008 jest prorektorem tej uczelni.
Od roku 2004 jest członkiem kapituły redakcyjnej czasopisma „Ji”. W roku 2005 korzystał ze stypendium im. Marion Dönhoff w Würzburgu, a w 2006 r. był stypendystą w Kanadyjskim Instytucie Studiów Ukraińskich (Edmonton – Ottawa) Od września 2010 jest prezesem ukraińskiego ośrodka Międzynarodowego PEN-Klubu.

## Publikacje (wybór)
1. М. Маринович, Н. Маринович. Вивчення прав людини: Методичні матеріали й рекомендації для вчителів середніх шкіл. Дрогобич 1991, 16 с.
2. М. Маринович. Україна на полях Святого Письма: Проза, вірші, ессе, публіцистика, листи / передм. та упоряд. Василя Іванишина. Дрогобич: Відродження 1991, 108 с.
3. М. Маринович. Україна: дорога через пустелю: Збірник статей / передм. Інни Захарової. Харків: Фоліо 1993, 189 с.
4. М. Маринович. Спокутування комунізму. Дрогобич: Видання РУХу 1993, 44 с.
5. М. Маринович. Права людини. Київ: Демос-центр 1993, 44 с.
6. Myroslaw Marynowytch. Ökumenische Prozesse in der Ukraine (Sonderdruck. Institut für Religion und Gesellschaft an der Ukrainischen Griechisch-Katolischen Theologischen Akademie. Lwiw/ Ukraine) 1999, 59 с.
7. Листи з волі. Мирослав Маринович, Семен Глузман, Зиновій Антонюк: Літературно-публіцистичне видання / за ред. Мирона Петровського. Київ: Сфера 1999, 400 с. (у співавторстві з З. Антонюком та С. Глузманом).
8. М. Маринович. Українська ідея і християнство, або Коли гарцюють кольорові коні Апокаліпсису: Науково-публіцистичне видання. Київ: Дух і Літера 2003, 544 с.
9. Myroslav Marynovych. An Ecumenist Analyzes the History and Prospects of Religion in Ukraine. Lviv: Ukrainian Catholic University Press 2004, 89 с.
10. М. Маринович. Ісус і Божий народ: юдеї і християни у спільноті спасіння. Львів: Свічадо 2009, 88 с.
11. М. Маринович. Вибране: у шістьох томах. Львів: Видавництво Українського католицького університету 2010, 3328 с.

## Odznaczenia, nagrody i wyróżnienia
- Order Wolności (2008)
- Order „Za odwagę” I stopnia (2006)[1]
- Krzyż Kawalerski Orderu Zasługi Rzeczypospolitej Polskiej (2006)[2]
- Nagroda im. Wasyla Stusa (2009)
- I inne